# نلو روساتی
نلو روساتی (انگلیسی: Nello Rossati؛ ‏ ۵ ژوئن ۱۹۴۲ – ۱۶ اکتبر ۲۰۰۹) کارگردان و فیلم‌نامه‌نویس اهل ایتالیا بود. وی دانش‌آموختهٔ آکادمی ملی هنرهای نمایشی سیلویو دامیکو در رم بود و کارش را با دستیاری کارگردانی برای فیلم‌سازان نامداری چون فرانکو زفیرلی، جورجو آلبرتاتسی، جوزپه پاترونی گریفی و لوئیجی اسکوارتزینا آغاز کرد.
از فیلم‌هایی که وی در آن‌ها نقش داشته است، می‌توان به جنبه خوب پائولینا، من زامبی، تو زامبی، او زامبی، پرستار و دخترِ خواهر اشاره نمود.